# Положительные задачи философии
Положи́тельные зада́чи филосо́фии (1886—1891) — основной труд русского философа-спиритуалиста Льва Михайловича Лопатина. Труд посвящён обоснованию метафизики как умозрительного знания. Труд состоит из двух частей, вышедших соответственно в 1886 и 1891 годах. Название первой части — «Область умозрительных вопросов», второй — «Закон причинной связи, как основа умозрительного знания действительности». Первая часть была представлена в качестве магистерской, вторая — в качестве докторской диссертации; в первой доказывается необходимость, во второй — возможность метафизики как строгой науки. Труд представляет собой самое подробное изложение философского учения Лопатина, которое явилось первой в России системой теоретической философии.

## История создания
Основной труд Лопатина создавался в условиях противостояния эмпирического и метафизического направлений в русской философии. Вторая половина 19 века была эпохой господства позитивизма, последователи которого занимали профессорские кафедры в ряде университетов страны. В частности, в Московском университете философскую кафедру занимал убеждённый позитивист профессор М. М. Троицкий. Молодой Лопатин, закончив в 1879 году историко-филологический факультет Московского университета, выразил желание остаться на кафедре для продолжения научной деятельности, но Троицкий, зная его метафизические взгляды, отказал ему в своём содействии. Несколько лет Лопатин преподавал в средних учебных заведениях, а с 1881 года — на Высших женских курсах, где впервые стал читать лекции по философии и психологии. Именно здесь он впервые сформулировал свои философские воззрения. В 1881—1883 годах в журнале «Русская мысль» появились первые философские работы Лопатина — «Опытное знание и философия» и «Вера и знание», впоследствии вошедшие в состав 1 тома «Положительных задач философии».
В 1884 году, заручившись поддержкой декана факультета, Лопатину удалось вернуться в Московский университет, где он, получив звание приват-доцента, стал читать лекции по истории философии. В 1886 году молодой философ подготовил текст магистерской диссертации, озаглавленной «Область умозрительных вопросов» и направленной против эмпиризма, материализма и других философских течений, отрицающих необходимость умозрительного знания. На магистерском диспуте, состоявшемся 21 мая 1886 года, Лопатин говорил, что защищает то дело, над которым трудились лучшие умы человечества и отрицание которого означает гибель знания. С резкой критикой диссертации выступил профессор Троицкий, упрекнувший диссертанта в недостаточном знании эмпирической философии и вольном толковании её положений. Несмотря на это, руководство факультета сочло возможным принять диссертацию и присвоить соискателю степень магистра философии. В том же году текст диссертации был опубликован в качестве 1 тома книги «Положительные задачи философии».

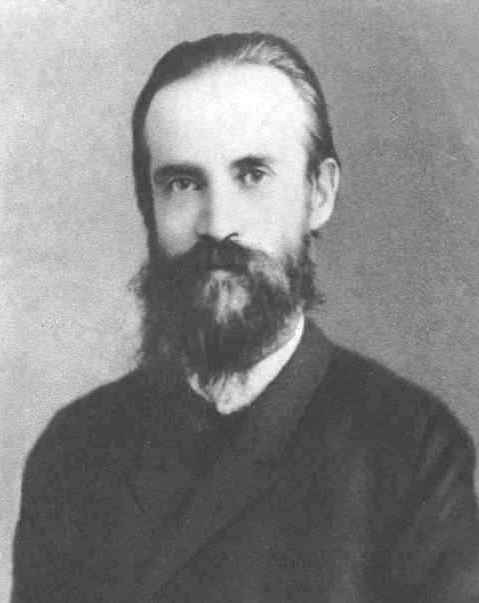
Лев Лопатин, 19 век

Сразу после защиты диссертации Лопатин начал готовить вторую часть книги, в которой излагал уже свою собственную философскую систему. Её основной идеей была теория творческой причинности, позволяющей переходить от непосредственных данных опыта к лежащей за его пределами объективной действительности. Текст этой части, под названием «Закон причинной связи, как основа умозрительного знания действительности», был закончен в 1891 году и в том же году представлен на кафедру факультета в качестве докторской диссертации. К этому времени обстановка в университете изменилась: философскую кафедру занимал профессор-метафизик Н. Я. Грот, а Троицкий, перешедший на почётную должность декана факультета, решил не чинить Лопатину препятствий. На защите докторской диссертации в октябре 1891 года официальными оппонентами диссертанта выступили профессор Грот и друг Лопатина, философ-идеалист С. Н. Трубецкой. Защита диссертации прошла успешно, соискателю была присвоена степень доктора философии, а текст его диссертации опубликован в качестве 2 тома «Положительных задач философии».
«Положительные задачи философии» стали единственной крупной монографией, написанной Лопатиным. В дальнейшем он излагал свои идеи в жанре философских статей, публиковавшихся в журнале «Вопросы философии и психологии» и развивавших основные положения его главного труда. Лопатин был лишён честолюбия, не занимался активным распространением своих идей и не умел приобретать последователей, поэтому его труд не получил широкой известности. Только в 1911 году, по случаю 30-летия его научной деятельности, была переиздана первая часть «Положительных задач». Но к этому времени труд уже значительно устарел: многие философские теории, которые он критиковал, сошли со сцены и уступили место другим, и работа не получила должного признания. Вторая же часть труда, излагающая собственное учение Лопатина, никогда не переиздавалась и широкой публике осталась неизвестной. После революции 1917 года и прихода к власти большевиков труды философа-метафизика были преданы забвению.

## Содержание

### Часть I. Область умозрительных вопросов
Первая часть книги, «Область умозрительных вопросов», посвящена обоснованию необходимости метафизики как условия познания объективной действительности. Она состоит из трёх глав: «Опытное знание и метафизическая философия», «Философское значение материализма» и «Вера и разум». Первая глава посвящена критике эмпиризма, вторая — материализма, третья — философии веры и абстрактного идеализма. Во втором издании к первой части приложена вступительная речь Лопатина на магистерском диспуте 29 мая 1886 года, в которой он излагает основную идею своей книги. В ней он, в частности, говорит: 

«Я обращаюсь к старому спору, который уже столько раз провозглашали решённым окончательно: я выступаю защитником умозрительной философии, — того, что принято называть метафизикой, — я стараюсь показать, что на чистом разуме основанное учение о существующем возможно и необходимо... Я понял, что метафизика далеко ещё не пережита человечеством, что её нельзя сдавать в архив, нельзя относиться к ней с пренебрежительным высокомерием, что, напротив, без неё невозможно обойтись... Я увидал, что надо пересмотреть суд, над нею произнесённый, и я уверился, что это был суд поспешный и несправедливый в самом корне».
Во введении к первой части автор исследует причины, приведшие к падению авторитета метафизики в 19 веке. Падение это, по его мнению, произошло вследствие чрезмерных притязаний, которые заявляла немецкая метафизика начала 19 века, главным образом в лице Шеллинга и Гегеля: она дерзала объяснить из своих положений всё многообразие конкретных явлений. Притязание это, по существу ложное, обернулось тиранией метафизики в области частных наук и вызвало ответную реакцию в виде отрицания метафизики как таковой. Эта реакция нашла наиболее яркое выражение во французском позитивизме О. Конта, в основе учения которого лежал «закон трёх стадий». Согласно этому закону, всякая идея в своём развитии проходит три стадии: теологическую, метафизическую и научную; будущее принадлежит положительной науке, основанной на опыте, а теология и метафизика должны навсегда уйти в прошлое. Анализируя эту теорию, Лопатин приходит к выводу, что она ничем не доказана, не имеет гносеологического обоснования и принимается за аксиому. Между тем очевидно, что опытная наука не может заменить собой метафизику, ибо у неё другая задача; сфера метафизики начинается там, где кончается сфера опытного знания. В будущем опытная наука, метафизика и религия могут существовать параллельно, не посягая на сферы друг друга.

#### Глава I. Опытное знание и метафизическая философия
Первая глава первой части, «Опытное знание и метафизическая философия», посвящена критике эмпиризма — учения, считающего единственным источником знания опыт и последовательно отрицающего метафизику. По мнению автора, сущность этого учения сводится к двум утверждениям: 1) всякое знание есть знание явлений в их отношениях сходства, последовательности и сосуществования и 2) основным методом познания является индукция, то есть умозаключение от частного к общему. Исходя из этого, эмпиризм отрицает всякую возможность познания вещей, лежащих за пределами мира явлений. Разбирая это учение, Лопатин задаётся вопросом: что же такое явление? В строгом смысле слова, явления суть субъективные состояния нашего сознания; следовательно, познавая явления, мы познаём только свой внутренний мир. А между тем огромное множество наших суждений относится к вещам, лежащим за пределами нашего сознания. В них мы прямо или косвенно утверждаем существование предметов внешнего материального мира, других одушевлённых существ или неизменных отношений между вещами. Как должна смотреть на них эмпирическая философия?

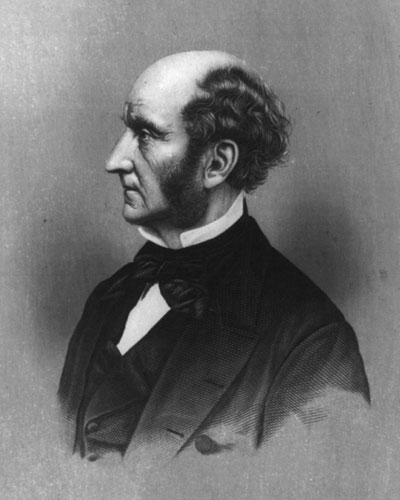
Дж. С. Милль

Во-первых, полагает Лопатин, эмпиризм не может доказать существование материального мира. Всякое тело, данное нам в опыте, представляет собой лишь совокупность ощущений: протяжённости, цвета, непроницаемости, которые существуют только в нашем сознании. Как признавал один из классиков эмпиризма Дж. С. Милль, наше представление о внешних телах основано на ожидании, возникающем при наблюдении повторяющейся в опыте связи явлений; с этой точки зрения внешние тела суть лишь наши возможные ощущения. Но отсюда следует, заключает Лопатин, что познать внешние вещи как таковые мы не в состоянии. Ведь возможные ощущения — это лишь возможные в будущем состояния нашего сознания, а вовсе не внешние вещи, существующие вне нашего сознания уже сейчас. Индукция связывает между собой только явления, и опираясь на индукцию, мы можем умозаключать только от одного явления к другому, например, от предшествующего к последующему, но никак не к тому, что лежит за пределами явлений и мыслится как их причина. А значит, последовательная эмпирическая философия должна отвергнуть всякое понятие внешнего мира.
Во-вторых, эмпиризм не способен доказать чужую одушевлённость. Все мы убеждены, что другие существа — люди, животные — обладают подобным нашему внутренним миром. Но ведь этот мир никогда не бывает предметом нашего опыта; чужая душа абсолютно закрыта для нашего взора. Ни одно чужое ощущение никогда не станет нашим ощущением, и ни одна чужая мысль никогда не станет нашей мыслью. С точки зрения эмпиризма, мы можем заключить о существовании чужой души только по аналогии. Видя сходство между своим телом и телами других существ, мы заключаем, что и они могут обладать подобным нашему душевным миром. Но доказательство по аналогии — самое слабое из доказательств. Почему бы не предположить, что другие существа суть простые машины, управляемые механическими законами, или простые призраки нашего воображения? Опираясь на индуктивную логику, мы можем умозаключать только от своих ощущений к своим же ощущениям. Наличие других, подобных нашему тел может свидетельствовать лишь о тех ощущениях, которые мы получили бы, если бы встали по отношению к чужому телу в то положение, в котором находимся по отношению к своему; но оно никак не свидетельствует о наличии другого сознания и другого ряда ощущений.
Наконец, эмпиризм не в состоянии доказать существование объективных, неизменных законов природы. С точки зрения эмпиризма, всякий закон есть лишь привычная, повторяющаяся в опыте связь явлений. Зная, что одно явление следовало за другим в прошлом, мы полагаем, что оно будет следовать за ним и в будущем. Однако подобная связь явлений ничего не говорит за свою прочность и неизменность, а в масштабах бесконечной вселенной наши умозаключения от прошлых опытов теряют всякое объективное значение. Таким образом, заключает Лопатин, последовательный, продуманный до конца эмпиризм неизбежно ведёт к абсолютному, безнадёжному скептицизму. Он есть «скептицизм самый смелый, неудобовместимый и безотрадный, в корне отрицающий всё, что мы привыкли обозначать подлинным именем знания». Само существование эмпиризма как влиятельной философской школы возможно лишь потому, что никто из его последователей не продумывал его положения до конца; все его представители сознательно или бессознательно вводили в свою философию метафизические допущения, и только это придавало их учениям видимую убедительность. Итак, если мы хотим познать действительный мир, мы должны отказаться от эмпиризма и искать этого знания в метафизике.

#### Глава II. Философское значение материализма
Вторая глава первой части, «Философское значение материализма», посвящена критике материалистической теории. По убеждению автора, материализм есть бессознательная метафизика, хотя её творцы не отдавали себе в этом ясного отчёта. В основе материализма лежит инстинктивное убеждение в существовании внешнего мира — объективной, независимой от наших ощущений материальной субстанции. Однако сам факт существования такой субстанции сторонниками этого учения никогда не доказывался; он принимался на веру, и материализм более, чем какая-либо другая философская теория, основан на вере. В нашем сознании живут две непреодолимых склонности: верить в реальность внешнего мира и представлять все предметы мысли в телесном образе; эти две склонности и составляют подлинный источник материализма. В основе материализма лежит вера, и он представляет собой переходную ступень между верой и умозрением. Разбирая далее понятие материи, Лопатин приходит к выводу, что материализм понимает под этим словом протяжённую, непроницаемую, движущуюся по механическим законам субстанцию. Протяжённость, непроницаемость и движение суть её единственные свойства; материя есть единственное первоначало; всё происходит из материи, и другого начала нет. Опираясь на эти определения, Лопатин строит свою критику материализма.
Во-первых, полагает философ, материализм несостоятелен как метафизика. Материя рассматривается как первоначало всего сущего; но под первоначалом в философии понимается бытие абсолютное, безусловное и безотносительное. Может ли протяжённая, непроницаемая, движущаяся субстанция быть абсолютным первоначалом? Против этого можно выдвинуть следующие доводы. Движение означает перемену места, но переменить место может только то, что его занимает; а то, что занимает место, ограничено в пространстве. Далее, непроницаемость означает силу сопротивления, не допускающую другое тело занять место данного тела; следовательно, чтобы быть непроницаемым, тело также должно быть ограниченным в пространстве. Наконец, протяжённость не может быть протяжённостью вообще, она должна быть какой-то протяжённостью; следовательно, всё реально протяжённое неизбежно ограничено в пространстве. Но то, что ограничено в пространстве, не может быть абсолютным, а значит, не может быть первоначалом. И ещё: всякая материя делима, она есть целое, состоящее из частей; но существование целого предполагает как своё условие существование частей, следовательно, оно не есть безусловное начало.

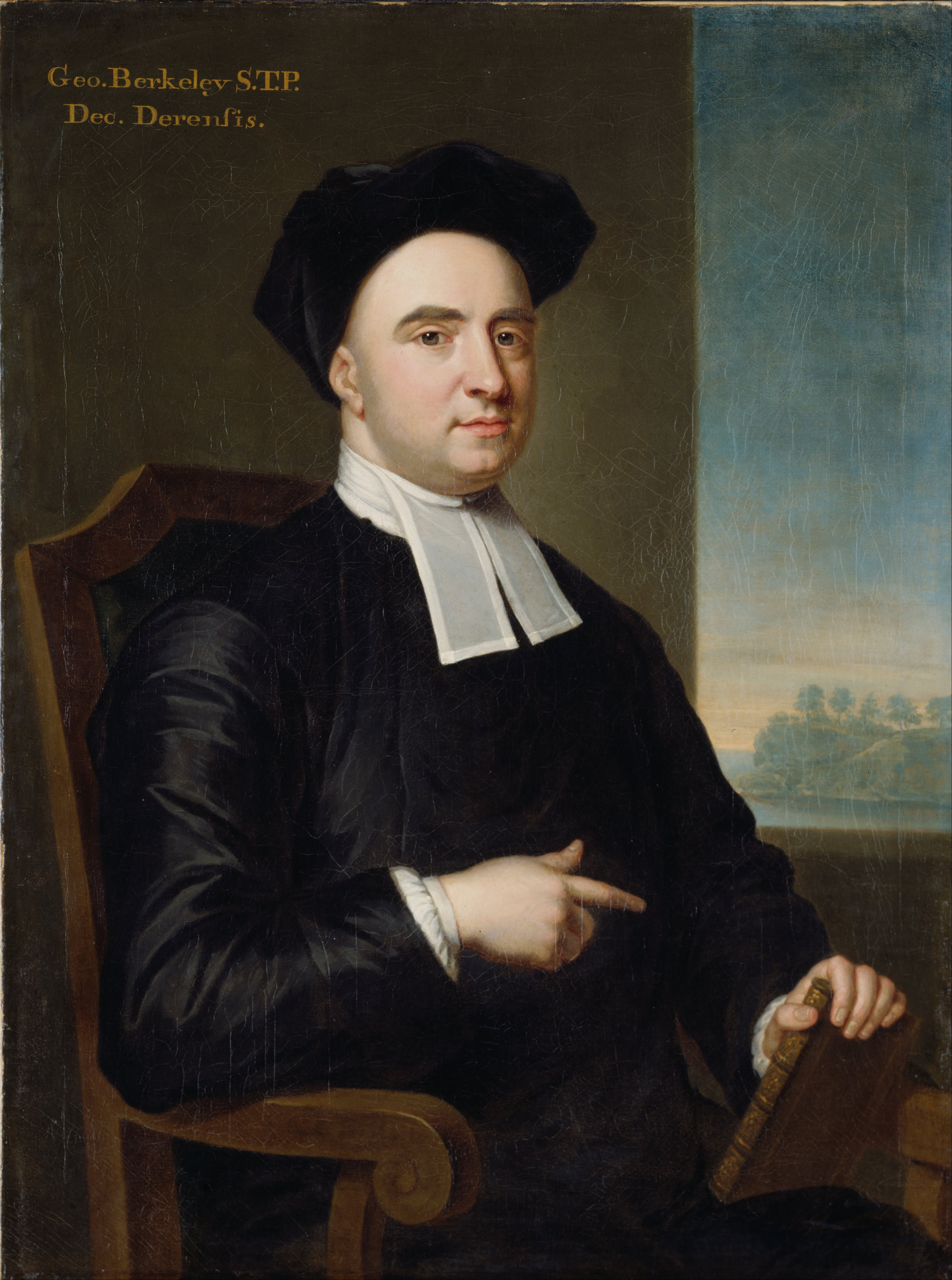
Дж. Беркли

Во-вторых, существование материи не может быть логически доказано. Это убедительно показал ещё Дж. Беркли, и его аргументы никем не были опровергнуты. Мы сознаём, что не являемся причиной собственных ощущений; отсюда следует, что вне нас существует производящая их внешняя причина. Но из чего следует, что эта причина материальна? В основе этого убеждения, пишет Лопатин, лежит теория первичных и вторичных качеств; по этой теории, только часть воспринимаемых качеств — протяжённость, непроницаемость, фигура — существуют во внешних телах, другие же — цвет, звук, запах — существуют лишь в нашем восприятии. Сама эта теория, полагает автор, не лишена основания. Однако очевидно, что не только вторичные, но все наши ощущения одинаково субъективны. Ведь видимое мной протяжение — такое же ощущение, как видимый мною красный цвет. Далее, очевидно, что первичные качества не могут существовать отдельно от вторичных. Отношение первичных и вторичных качеств есть отношение формы и содержания; например, если я вижу лист бумаги, то протяжение в длину и ширину есть форма, а белый цвет — содержание моего ощущения. Однако содержание ощущения логически предшествует его форме; чтобы увидеть форму листа бумаги, я должен сперва увидеть его цвет. Следовательно, форма не может существовать отдельно от содержания; мир, составленный из одних форм, есть пустая абстракция.
Но главная слабость материализма — в его неспособности объяснить существование сознания. В этом пункте, говорит Лопатин, материализм оказывается в совершенно беспомощном положении. Если вся действительность принадлежит материи и если сущность материи составляют протяжённость и непроницаемость, как из неё может возникнуть человеческий дух? Ведь очевидно, что ничто психическое само по себе не протяжённо; наши мысли, чувства, желания не занимают в физическом пространстве никакого места. Известный материалист К. Фохт говорит: «мозг выделяет мысль, как печень желчь». Но если материя наполняет пространство, как она может выделить то, что пространства не наполняет? Если материя сама в себе бесцветна и беззвучна, не имеет вкусов и запахов, как она может породить бесконечное разнообразие ощущений? Одно из двух: если материя есть причина психических явлений, то они должны объясняться из её внутренних свойств; если же такое объяснение невозможно, то материалистическая гипотеза теряет всякое основание. Отстаивая свою теорию, некоторые материалисты говорят, что мысль в действительности «есть только движение мозга». Но такое утверждение, отождествляющее следствие с причиной, содержит в себе грубую логическую ошибку. Говорят также, что сознание есть только призрак, порождаемый движением атомов. Но этот аргумент только уходит от вопроса, ибо вопрос именно в том, как движение атомов может породить этот призрак. Итак, если материализм не может ни доказать существование материи, ни объяснить существование сознания, его следует считать теоретически несостоятельным.

### Часть II. Закон причинной связи, как основа умозрительного знания действительности

#### Глава II. Закон причинности
Ключевой главой 2 тома является глава «Закон причинности», в которой Лопатин излагает свою теорию причинности. По убеждению философа, именно на законе причинности основано всё наше знание объективной действительности. Без него мы не могли бы составить никакого представления ни о внешнем мире, ни о своём собственном я. Наша уверенность в существовании внешнего мира основана на том убеждении, что наши субъективные восприятия вызываются в нас некой внешней причиной, точно так же как наша уверенность в своём собственном существовании основана на убеждении, что наши действия причиняются нами. Но откуда закон причинности берёт свою силу? Рассматривая этот вопрос, Лопатин отвергает расхожее представление о причинности как о закономерной последовательности явлений. По мнению философа, такое понимание причинности возникло только в науке Нового времени; чтобы составить подобное представление, необходимы долгие, многолетние наблюдения за явлениями природы. Между тем понятие причинности возникает у нас на самых ранних этапах нашей жизни, и уже самые примитивные народы задаются вопросом «почему», ответом на который служит вся первобытная мифология. Следовательно, в основе представления о причинности лежит иная идея; этой идеей, полагает Лопатин, является идея производящей силы.
Обосновывая свою точку зрения, Лопатин подвергает критическому разбору популярные теории причинности Д. Юма и И. Канта. Так, по мнению Юма, в основе идеи причинности лежит наблюдение за повторяющейся в опыте последовательностью явлений. Частое, многократное повторение одной и той же последовательности явлений порождает в нас привычку видеть их связанными друг с другом, так что когда возникает одно, мы по привычке начинаем ожидать другого. Это ожидание и есть тот источник, из которого рождается идея причины. Ошибка Юма, полагает Лопатин, состоит в том, что тот не усмотрел в понятии причинности идеи деятельной силы, образец которой даёт нам наша собственная деятельность. Это заставило его видеть в причинности простую, случайную последовательность явлений и отрицать наличие между ними реальной связи. Не менее ошибочно учение о причинности Канта. Согласно этому учению, причинность есть одна из априорных категорий, посредством которых наш рассудок оформляет видимый мир явлений; наш опыт является результатом упорядочивающей деятельности рассудка, и потому необходимо должен быть оформлен в соответствии с категорией причинности. По мнению Лопатина, учение Канта содержит в себе роковое противоречие. Это противоречие — понятие о вещи в себе, которая мыслится в качестве внешней причины наших восприятий. Ведь если причинность есть только категория нашего рассудка, то её действие не может простираться за пределы нашего субъективного мира; а в таком случае понятие о какой-то вещи в себе есть явная бессмыслица.

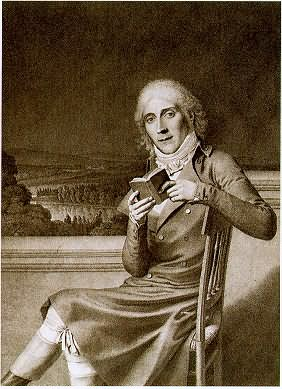
Мен де Биран

Разобравшись с ошибочными мнениями, автор переходит к изложению своей собственной теории. В основе нашего представления о причинности, полагает он, лежит идея производящей деятельности. Эту идею мы можем почерпнуть только из наблюдения своих собственных действий, ибо только свои действия мы воспринимаем как действия. Мыслителем, который правильно понял природу причинности, был французский философ Мен де Биран, который усмотрел источник идеи причинности в нашей воле. Наблюдая за своими действиями, мы непосредственно усматриваем в них как свою причинную мощь, так и своё существование, а уже потом переносим эти понятия на явления внешнего мира. Соглашаясь с мнением Мен де Бирана, Лопатин развивает его основную идею. В нашем душевном мире, пишет он, нельзя отыскать равнодушной инерции механических процессов. Вся наша душевная жизнь представляет собой картину взаимодействия субъективного и объективного, я и не-я. Во всём, что совершается в нас, мы необходимо различаем наши акты и наши состояния; первые суть результат нашей собственной деятельности, вторые — внешнего воздействия на нас. Уже в простейших ощущениях удовольствия и страдания мы находим в первом случае — стремление, во втором — отвращение и сопротивление. Во всех событиях нашей душевной жизни мы находим элемент силы; в нас она обнаруживается как воля, вне нас — как данное нам представление. Сила необходимо предполагает сопротивление: там, где есть наше усилие, есть и сопротивление ему извне; там, где есть наше сопротивление, есть и внешняя сила. Таким образом, вся наша душевная жизнь являет собой непосредственно данную картину взаимодействия нашей воли и внешней действительности.
Но не обманывает ли нас наш внутренний опыт? Не есть ли наше представление о деятельной силе субъективная иллюзия нашего сознания? Существует психологическая теория, которая отрицает наличие деятельного элемента в сознании и сводит всю душевную жизнь к совокупности пассивных ощущений. Может быть, активность нашего духа есть только кажущееся явление? Отвергая этот взгляд, Лопатин настаивает на самодостоверности внутреннего опыта. Нет более достоверной истины, пишет он, чем та, что состояния нашего сознания даны нам именно такими, каковы они есть; что когда мы чувствуем боль, нам действительно больно, когда мы сердимся, мы действительно сердимся, когда мы хотим, мы действительно хотим и т. д. Непосредственно сознаваемые состояния сознания суть их подлинные свойства. Если мы сознаём некоторые состояния как активные, они действительно являются проявлением нашей активности; из пассивных восприятий не могло бы возникнуть даже иллюзии активности. Активность нашего духа есть первоначальный, непосредственный факт нашего сознания. Но сознавая свою активность, мы тем самым непосредственно сознаём и причинность, ибо понятие активности неотделимо от понятия причинности; сознавая свои действия, мы сознаём, что они причинены нами. Таким образом, понятие причинности не есть отвлечённая теория, созданная для объяснения внешних явлений; в своём внутреннем опыте мы непосредственно усматриваем причинность, а уже затем переносим это понятие на всё существующее.

#### Глава III. Условия объективной всеобщности закона причинной связи
В 3 главе 2 части автор пытается обосновать универсальный характер закона причинности, вне которого, по его мнению, немыслимо никакое бытие. Чтобы решить эту задачу, Лопатин связывает закон причинности с законом тождества. Наш ум, полагает философ, склонен рассматривать всякое бытие как тождественное самому себе; эта склонность находит своё выражение в логическом законе тождества. Между тем вещи, данные нам в ощущениях, постоянно меняются, возникают и исчезают. Чтобы примирить неизменность объектов мысли с постоянной текучестью вещей, мы приучаемся мыслить всё возникающее как продолжение чего-то существовавшего прежде. Рассматривая мир явлений, мы полагаем, что в основе всякого явления лежит действующая и реализующая себя в нём сила; это убеждение есть коренной закон нашего ума. Однако понятие силы хорошо известно нам из внутреннего опыта: как показано в предыдущей главе, сознание силы, реализующей себя в наших собственных действиях, есть характерный признак нашей душевной жизни. Следовательно, приложение понятия силы ко всем явлениям опыта есть единственный способ примирить наш опыт с законом тождества; без понятия силы и действия никакой опыт немыслим. Подобно законам математики, закон причинности относится к числу идеальных истин, невыводимых из опыта и логически предшествующих ему.
Итак, сущность закона причинности сводится к утверждению, что в основе всякого явления лежит производящая его сила. Однако эту силу не следует понимать как силу механическую, которая во всех случаях действует одинаково. Лопатин отвергает предложенное немецким философом А. Рилем отождествление закона причинности с законом сохранения энергии. По мнению Лопатина, мыслимы два рода сил: силы, которые всегда действуют однообразно, и силы, которые содержат в себе способность к поступательному развитию; первые суть силы механические, вторые суть силы творческие. Признаком творческой силы являются свобода и самодеятельность; образец такой творческой силы мы имеем в собственном я. Понятие творческой причинности исключает детерминизм: творческая причина содержит в себе потенции всех своих актов, но не предопределяется с необходимостью ни к одному из них. Такое понимание причинности не противоречит закону достаточного основания, ибо, с точки зрения логики, достаточное основание явления не всегда есть его исключительное основание. Творческая причина не исчерпывается и не истощается в своих следствиях, она сохраняет способность к другим действиям. Таким образом, подлинный смысл закона причинности состоит в отношении действия к реализующейся в нём силе.

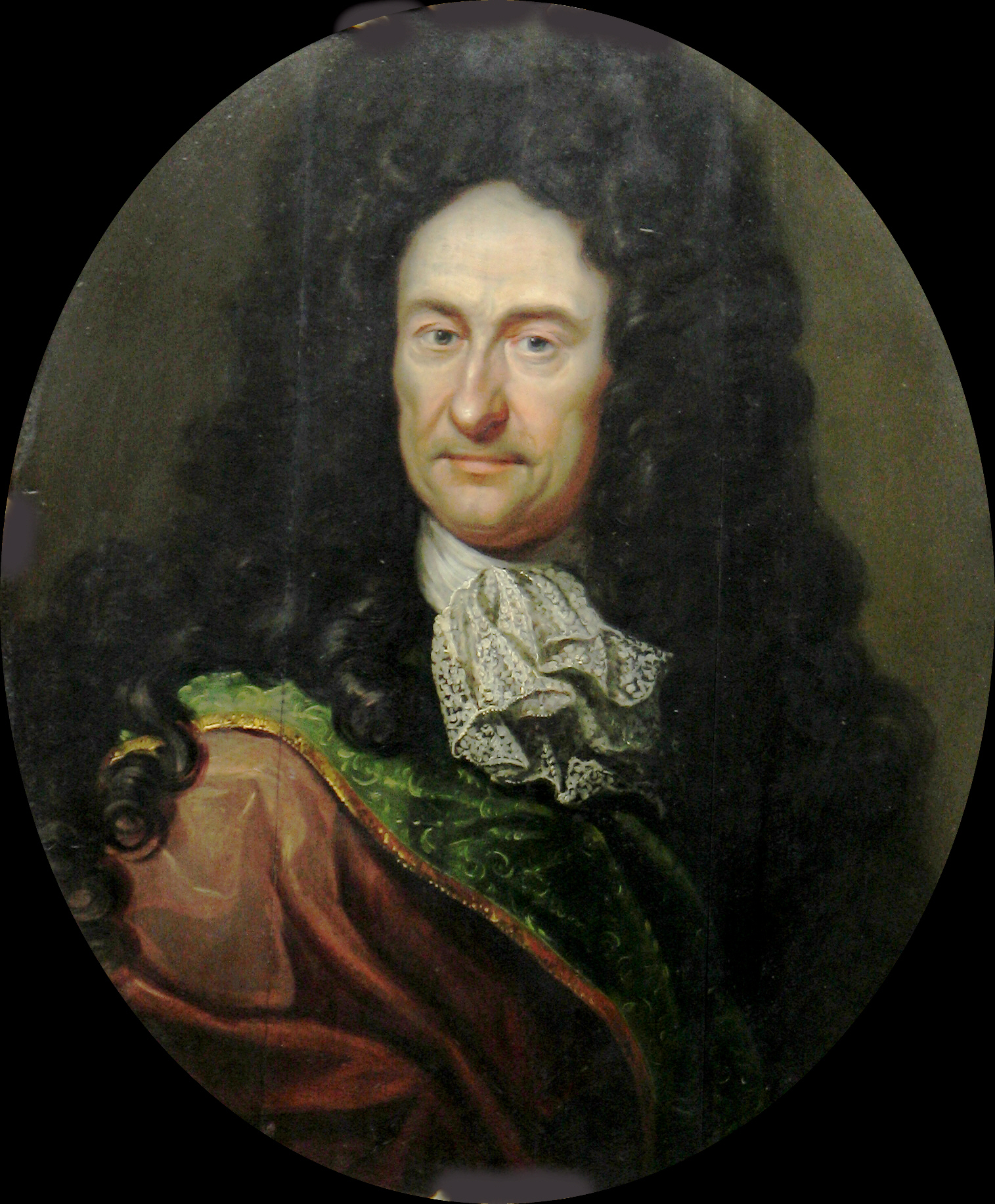
Г. В. Лейбниц

В ходе дальнейшего рассуждения автор стремится объединить понятие силы с понятием субстанции. Согласно определению, субстанция есть то единое, что лежит в основе всякого многообразия явлений. Однако немыслима субстанция, лишённая всякой силы; субстанция, не проявляющая себя ни в каком действии, есть ничто. С другой стороны, никакое действие немыслимо без действующего центра, который остаётся неизменным при множестве сменяющих друг друга актов; действие без деятеля есть логический абсурд. Отсюда делается вывод, что субстанция и сила суть одно; по определению Лопатина, «субстанция есть деятельная сила во внутренней целостности её конкретного бытия». Таким образом, вопрос о причинности сводится либо к вопросу о субстанции, лежащей в основе данного явления, либо об обусловливающем его предыдущем состоянии субстанции.
В конце главы автор переходит к анализу понятия бытия. По мнению Лопатина, понятие бытия также содержит в себе признак деятельной силы. В самом общем смысле бытие вещи означает её данность, положение или утверждение; однако и положение, и данность, и утверждение предполагают некий акт. Говоря о вещи, что она нам дана, мы говорим, что она кем-то или чем-то утверждена в бытии. Следовательно, всякое бытие предполагает действование; как верно заметил Г. В. Лейбниц, «что не действует, то не существует». Невозможно представить себе существо, которое бы не проявляло своего бытия ни в каком действии. Следовательно, всё существующее есть либо деятельная сила, либо явление силы, либо способ её действия; первое есть субстанция, второе есть акт, третье есть свойство.
Таким образом, по мнению автора, закон причинности приобретает в наших глазах всеобщий и универсальный характер. Во-первых, причинность есть внутреннее свойство нашей душевной жизни; во-вторых, причинность дана везде, где имеет место изменение; в-третьих, причинность должна быть везде, где есть какое-либо бытие. Итак, в законе причинности мы находим такую умозрительную истину, вне которой немыслимо ничто сущее.

#### Глава IV. Умозрительные приложения объективного закона причинности
В 4 главе 2 части автор применяет закон причинности к ряду философских проблем и развивает оригинальную систему философского спиритуализма.

##### Пространство и время
В этом разделе Лопатин доказывает, что пространство и время суть не субстанции, а лишь необходимые формы взаимной связи существ. Подлинное существование принадлежит сверхпространственным и сверхвременным центрам бытия.
Так, анализируя понятие пространства, мы находим, что все его определения носят чисто отрицательный характер: оно беспредельно, безразлично, однородно в своих частях, пассивно ко всему, что в нём совершается. Самое понятие о нём получилось через мысленное извлечение из внешнего мира всего субстанционального: оно есть пустота, отсутствие чего-либо реального вне нас. Понятие субстанции неотделимо от понятия действия, но пространство не совершает никаких действий; следовательно, оно не есть субстанция. Принцип индивидуации вещей, источник их раздельности и взаимной независимости следует искать не в пространстве, а в чём-то ином. Это иное мы, вслед за Лейбницем, находим в понятии непроницаемости. В самом деле, находиться в пространстве значит занимать или наполнять его, но наполнять значит не пускать на своё место, сопротивляться проникновению. Наполнение, стало быть, есть уже активность, деятельность известного рода. Но всякая деятельность предполагает отношение; следовательно, условием пребывания вещей в пространстве является их активная соотносительность. Итак, не пространство, а индивидуальные центры активности суть подлинные субстанции; пространство есть лишь форма их взаимного отношения.
Аналогичным образом решается проблема времени. Время не есть самобытная субстанция. Уже древние философы — Аристотель, Августин — указывали на парадоксальность времени. Время состоит из прошлого, настоящего и будущего; но прошлого уже нет, будущего ещё нет, а настоящее, которое только и есть, лишено всякой длительности, то есть того, что составляет коренной признак времени. Поэтому можно сказать, что самая действительность времени состоит в его нереальности. И как действительность пространства предполагает бытие непротяжённых центров сил, так действительность времени предполагает бытие сверхвременного. Без идеи о сверхвременной субстанции, лежащей в основе изменений, полагает философ, невозможен никакой процесс. Например, никто не считает, что вещество, наполняющее вселенную, возникает и исчезает в каждый момент времени; напротив, мы убеждены, что вещество, которое существует сейчас, совершенно тождественно тому, которое существовало в прошлом и будет существовать в будущем. Но сохранять своё тождество во всех изменениях и превращениях — это и значит быть субстанцией. Стало быть, всякий процесс предполагает две стороны: то, что возникает и исчезает, и то, что сохраняется, оставаясь тождественным самому себе; первое есть явление, второе есть субстанция.
Но то, что верно в отношении внешнего, физического, верно и в отношении нашего внутреннего, психического мира. Всё, что в нём совершается, происходит во времени, а значит, предполагает наличие двух элементов: временных, преходящих явлений и неизменной, тождественной себе субстанции. Эту субстанцию мы называем нашей душой или нашим я. Обоснованию этого тезиса Лопатин посвящает немало страниц. «Именно сознание реальности времени, — утверждает философ, — есть самое очевидное, самое точное, самое бесспорное доказательство сверхвременной природы нашего я». В самом деле, если бы наш душевный мир состоял из одних преходящих, временных явлений, не было бы никакой возможности объяснить феномен памяти. Ведь каждое душевное явление существует только в тот момент, в который мы его воспринимаем. Когда есть настоящие, прошлых уже нет. Что же соединяет в один ряд явления, разделённые промежутками времени? Ни одна феноменалистическая теория не может дать ответ на этот вопрос, и сам крупнейший представитель феноменализма Дж. Ст. Милль признавал своё бессилие разрешить его. Теория ассоциации идей хорошо объясняет происхождение наших воспоминаний, но она не способна ответить на вопрос: откуда мы знаем, что прошлое было? Как узнать, что воспоминания соответствуют прошлому, если этого прошлого уже нет?
Единственный ответ на этот вопрос, полагает Лопатин, состоит в признании сверхвременной природы нашего сознания. Наше я есть субстанция, сохраняющая внутреннее тождество при всех изменениях своих состояний. Именно оно соединяет прошлое, настоящее и будущее, позволяя сознавать их, как единый ряд. Я непосредственно знаю, что не только есть, но был и буду, и именно поэтому знаю о прошлом и догадываюсь о будущем. Это не отвлечённая теория, а непосредственный факт сознания; усомниться в нём — значит отвергнуть прошлое и будущее; но такая попытка опровергается тотчас же реальной последовательностью моментов своего совершения. В каждом усмотрении своей длительности мы знаем себя, как одно сознающее в прошлом и настоящем, следовательно, непосредственно сознаём живое тождество нашего я. Это внутреннее тождество есть самоочевидная аксиома нашего сознания, отрицание которой немыслимо и невообразимо. Оно есть не только формальное и логическое, как считают кантианцы, но реальное тождество, ибо всякая логическая деятельность есть реальная деятельность души. Логическое единство операций нашего ума немыслимо без реального тождества нашего я.
Но тождество нашего я означает его сверхвременность; ведь доподлинно быть во времени значит быть только в настоящем и не быть в прошлом и будущем. Но то, что сознаёт время, должно сознавать и прошлое, и настоящее, и будущее, а для этого необходимо, чтобы оно не уносилось в каждое мгновение потоком времени, но стояло над ним, усматривая в нём нечто мимо идущее. Такая сверхвременность означает, что наше я есть субстанция; следовательно, сознавая своё тождество, мы непосредственно сознаём и свою субстанциональность. И прав был Мен де Биран, считавший, что источником нашей идеи субстанции является внутренний опыт.
Однако из сказанного не следует, что времени для субстанции не существует; напротив, субстанция только и мыслима, как нечто деятельное, а всякая деятельность предполагает время (ибо усилие и действие суть уже два момента времени). Время, заключает Лопатин, есть аналитически необходимая форма деятельности каждой конечной субстанции и взаимодействия таких субстанций между собой. Мир состоит из сверхпространственных, сверхвременных центров бытия, а пространство и время суть необходимые формы их взаимосвязи.

## Издания
- Положительные задачи философии. Часть I. Область умозрительных вопросов. — М., 1886. — 2-е изд.: М.: Типо-литография И. Н. Кушнеров и К°, 1911. — 462 с.
- Положительные задачи философии. Часть II. Закон причинной связи, как основа умозрительного знания действительности. — М.: Типография Э. Месснера и Ю. Романа, 1891. — 392 с.